# Rotonda
Una rotonda, también conocida como glorieta (en Colombia, España —donde se utilizan ambos términos— y México), óvalo (en Perú), redoma (en Colombia y Venezuela) o redondel (en Ecuador y El Salvador), es una construcción vial diseñada para facilitar el flujo de tráfico en las intersecciones entre carreteras y reducir el peligro de accidentes.
Se entiende por rotonda un tipo de intersección caracterizado por que los tramos que en él confluyen se comunican a través de un anillo en el que se establece una circulación rotatoria alrededor de una isleta central. En ellas ya no se cede la preferencia a la derecha, como se hacía previamente en las intersecciones. Ahora la preferencia recae en los vehículos que circulan por los carriles que conforman el anillo, frente a los que pretenden acceder a él por las vías de acceso. La forma original de uso viene dada por la utilización correcta de los carriles en función de la salida deseada. Esto es, si nuestra intención es tomar la primera o segunda salida de una rotonda en cruz, debemos acceder por el carril derecho al exterior y tomar una de esas salidas. Si nuestra intención es tomar otra salida más allá, debemos acceder por el carril izquierdo al interior. En ambos casos respetando siempre la preferencia de paso de los vehículos que circulaban ya por los carriles del anillo giratorio. No son rotondas propiamente dichas las denominadas rotondas partidas en las que dos tramos, generalmente opuestos, se conectan directamente a través de la isleta central, por lo que el tráfico pasa de uno a otro y no la rodea. 
En la normativa española de carreteras y de viario público, y también en la literatura científica, la palabra «rotonda» no se utiliza en ningún caso, siendo usada la palabra «glorieta». Por contra el Código de circulación, así como la Dirección General de Tráfico (DGT) en numerosos de sus documentos escritos, se refieren a ellas con el término «rotonda», lo cual deja bastante claro que no solo hay confusión y muy importante sobre la forma correcta de uso de las mismas, sino que además tampoco se aclaran realmente sobre cómo denominarlas. El nombre correcto sería rotonda, ya que glorietas eran las edificaciones que se colocaban a principios del siglo XX en medio de una calle para generar un giro a su alrededor, no la vía en sí misma. Las autoescuelas y sus vídeos explicativos al respecto también se utiliza indistintamente rotonda y glorieta, quedando el primer término reservado para definir a infraestructura de planta circular. En el lenguaje coloquial sí se suele utilizar el término rotonda como préstamo lingüístico del italiano rotonda.

## Historia
Numerosos cruces circulares existían antes de la llegada de las rotondas, incluida la plaza de l'Etoile, Columbus Circle de Nueva York y varios círculos en Washington D. C.. Sin embargo, el funcionamiento y las características de entrada de estos círculos diferían considerablemente de las rotondas modernas. La primera rotonda se construyó en Letchworth en 1909 —originalmente destinada como una isla de tráfico para los peatones—.
Sin embargo, el uso generalizado de rotondas modernas con reglas de preferencia en las que los vehículos entrantes deben ceder el paso, comenzó en los años 1960, en el Reino Unido, cuando ingenieros como Frank Blackmore inventaron la miniglorieta para superar sus limitaciones de capacidad y en cuestiones de seguridad.
Su implantación ocurrió concretamente en noviembre de 1966 cuando Blackmore, a la cabeza del T.R.R.L (Transport and Road Research Laboratory), se dedicó a resolver uno de los principales problemas que ocurrían en los cruces de carretera: la congestión de estos y las colisiones por cortes de trayectoria. Cuando un vehículo llegaba a un cruce debía atravesar múltiples trayectorias de otros vehículos provenientes del resto de direcciones y que confluían en la intersección. Un conductor debía mirar a izquierda, derecha y hacia delante mientras la atravesaba.
Tras años de desarrollo y pruebas llegaron a la conclusión de que la mejor solución era la incorporación de un giro dentro de la intersección, común para todos los vehículos que llegaban a ella desde todas las direcciones. Así desde ese momento un conductor que alcanzase la intersección ya solo debía fijarse en una única dirección, aquella de la que ahora le provenían los vehículos circulando por dentro del anillo de la rotonda. Asimismo, esa circulación rotatoria eliminaba los anteriormente mencionados cortes de trayectoria y hacían que el cruce fuese ahora un punto de la vía más seguro y eficaz. En la mayoría de los casos se eliminaban la necesidad de semáforos en la intersección, ya que simplemente se requería ceder el paso a los vehículos que circulasen por los carriles dentro del anillo e ingresar en él tras su paso, haciendo que el tráfico de vehículos fuese mucho más fluido.
Aun con todo esto en países como España siempre hubo una gran confusión sobre su uso, con interpretaciones y enseñanzas erróneas, mezcla de términos y de formas de uso de tipos de vías que nada tienen que ver con una intersección, lo cual ha llevado a años y años en los que el volumen de accidentes en este tipo de intersecciones multiplicaba por diez a la de otros países.[cita requerida]
En 1998 surgió en los Países Bajos las denominadas turborrotondas o turboglorietas para resolver problemas de congestión circulatoria en intersecciones. Estas son un tipo de rotonda que lleva implementada en sí misma por medio de las marcas viales la forma correcta de utilización de una rotonda normal por un conductor, es decir la manera de uso según fueron ideadas. El tráfico interior tiene prioridad sobre el que pretende acceder y es encauzado hacia distintas salidas de tal manera que no es posible circunvalar la glorieta completa por el carril exterior. Esto hace que el uso del carril idóneo se necesariamente el correcto para acceder a la salida deseada. Esta lógica que se implementa en las turborrotondas se eliminan básicamente dos maniobras: la necesidad de cambiar de carril exterior para abandonarlas y la de realizar un giro más allá de nuestra segunda salida, reduciendo los puntos de conflicto. Ambas maniobras son en realidad las culpables de la mayoría de los accidentes que ocurren en las rotondas clásicas al generarse cortes de trayectorias en su circulación interior.

## Seguridad
|                                                                                            | | |
| P-4. Señal que indica peligro por proximidad de una intersección con circulación giratoria | R-402. Señal que indica la intersección de sentido giratorio obligatorio (sentido antihorario, para conducción por la derecha) | Diagrama mostrando los puntos donde podrían suceder accidentes o choques en una rotonda (izquierda) y una intersección convencional (derecha). |

La rotonda consiste en una plaza, con una vía circular alrededor, en la que empalman varias vías; en ella se aplican dos sencillas reglas:
1. El sentido de giro por el anillo o vía circular en países donde conducen por el lado derecho es hacia la izquierda o antihorario.
2. Tienen la prioridad los vehículos que ya están circulando dentro de la rotonda (prioridad a la izquierda si la norma obliga circular por la derecha y viceversa), al contrario que en los cruces normales.

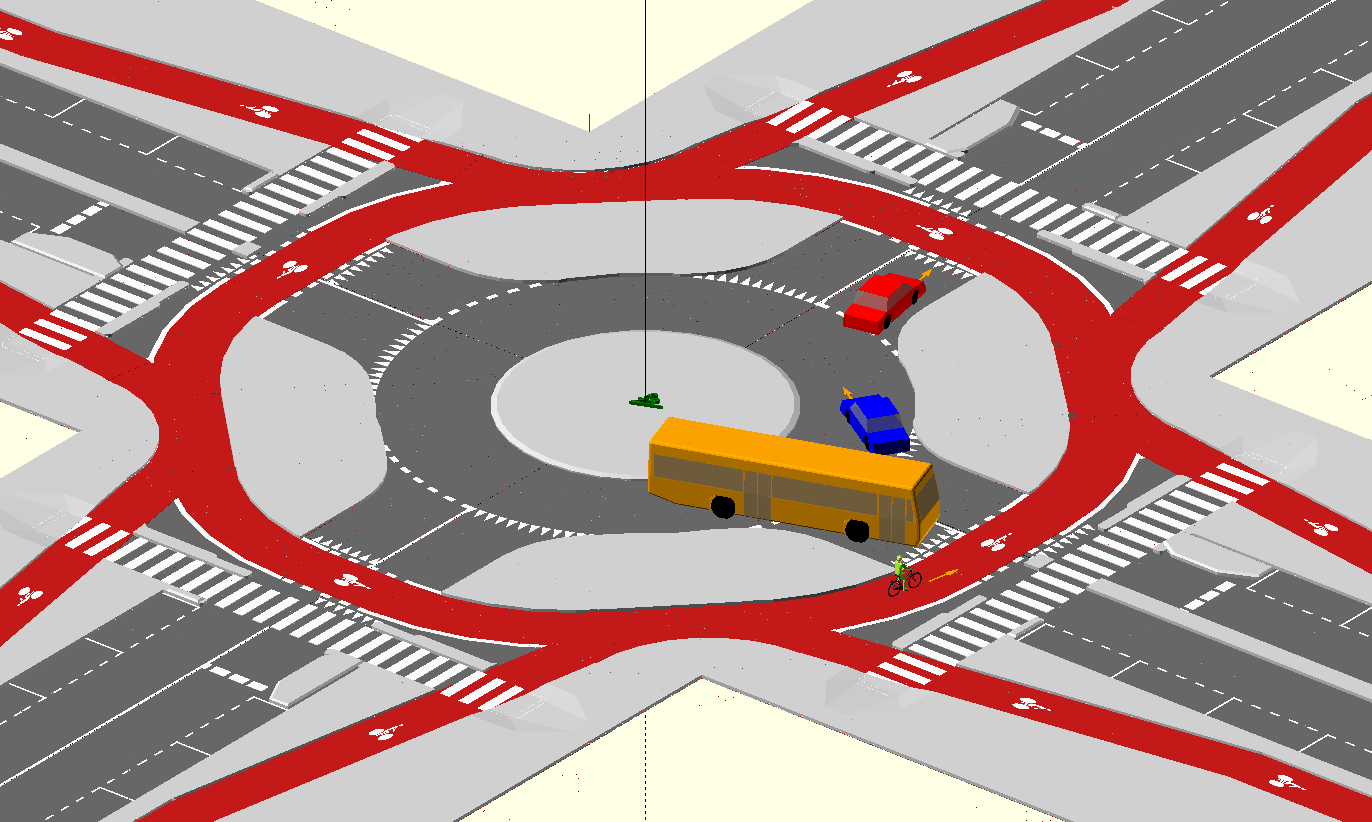
El diseño de las rotondas holandesas está pensado para proteger a los ciclistas y darles una mayor visibilidad.

## Ventajas
La rotonda obliga a controlar la velocidad de los vehículos que la atraviesen, ya que el radio de la misma les obliga a no superar cierta velocidad (para no volcar), y en tráfico bajo o medio reduce los retardos para atravesarla al evitar las detenciones en los semáforos.

## Desventajas

Esquema de una turborrotonda.

En vías de dos o más carriles, el sistema presenta complicaciones por el cruce de vehículos al incorporarse o abandonar la rotonda debido a la falta de pericia de algunos conductores, especialmente cuando el conductor no usa los intermitentes. Para evitar estos problemas y aumentar la capacidad de la rotonda, en los Países Bajos se ha desarrollado la turborrotonda.
En vías con tráfico denso o muchas rotondas concatenadas, provoca cansancio en la conducción, ya que la incorporación y abandono de la rotonda, junto con el cambio y vigilancia de la velocidad supone un estrés adicional en el conductor.

## Capacidad y modelado
La capacidad de la rotonda está limitada por el intervalo mínimo entre vehículos dentro de la rotonda que cada conductor juzga suficiente para poder entrar en ella. Este intervalo es muy variable según las personas y los países.  Uno de los modelos de capacidad más conocidos es el elaborado por el Transportation Research Board (TRB) y la Federal Highway Administration (FHWA) para las rotondas de Estados Unidos, publicado en el Highway Capacity Manual (HCM) Edition 6 y el TRB-FHWA Roundabout Informational Guide (NCHRP Report 672). El modelo de la HCM Edition 6 está basado en la teoría de aceptación de intervalo (gap-acceptance).
Código Señalizaciónal Unión Cefaliana

## Las rotondas y el arte
Varias rotondas del mundo funcionan también como soporte para expresiones artísticas, como instalaciones y esculturas. Algunos ejemplos son:
- Bend, Oregón (Estados Unidos); Las esculturas en las rotondas en Bend fueron honrados por "Americans for the Arts" como uno de los 37 enfoques más innovadores para Arte Público en el país norteamericano.[13] Siguiendo el mapa de la excursión se puede buscar 20 esculturas que se sientan en las rotondas alrededor de Bend.[14]

- Fuerteventura, Canarias (España); El gobierno local y las municipalidades han expuesto esculturas en las rotondas más importantes.[15]

- Guadalajara, Jalisco, México; La Glorieta Minerva es uno de los monumentos más representativos de la ciudad, y consta de una rotonda ubicada en el cruce de las avenidas López Mateos, Agustín Yáñez, Vallarta, López Cotilla y Golfo de Cortés, con una gran estatua de la diosa Minerva en un pedestal flanqueado por 2 muros, todo ello situado al centro de una gran fuente circular.

- Muchos países de Europa (Francia primera,[16] pero también Alemania,[17] Austria,[17] Italia,[18] España,[19] y otros[17]) demuestran el uso generalizado de las rotondas como lugares donde instalar el arte contemporáneo.[20]

- Un inventario de las rotondas en Francia, hecho por Marc Lescuyer, enumeró 3.328 rotondas con una decoración artística, a principios de 2010.[20][21]